# Calle de Segovia (Sagunto)
La calle de Segovia es una vía pública de la ciudad española de Sagunto.

## Descripción
La vía, que en el pasado integró la Judería de la ciudad, discurre desde la calle Vieja de la Sangre hasta poco después de la de Pedro de Cartagena. Aparece descrita en el Nomenclator de las calles, plazas y puertas antiguas y modernas de la ciudad de Sagunto (1901) de Antonio Chabret y Fraga con las siguientes palabras:

Segovia (calle de). Se entra por la calle Vieja de la Sangre y sale á la de Pedro de Cartagena. Formaba parte de la antigua Judería y conserva algunas viviendas que con ligeros revoques, son las mismas que habitaron los israelitas.
(Chabret y Fraga, 1901, p. 89)